# Male Loče
Male Loče – wieś w Słowenii, w gminie Ilirska Bistrica. W 2018 roku liczyła 32 mieszkańców.